# Viniansky hradný vrch
Viniansky hradný vrch je přírodní rezervace v oblasti Latorica pod správou CHKO Vihorlat. Předmětem ochrany jsou xerotermní biotopy.
Nachází se v katastrálním území obce Vinné v okrese Michalovce v Košickém kraji. Území bylo vyhlášeno či novelizováno v letech 1984, 1988 na rozloze 51,95 ha. Ochranné pásmo nebylo stanoveno.